# La Ferme du Buisson
La Ferme du Buisson est une ancienne ferme industrielle du XIXe siècle devenue centre culturel, situé à Noisiel dans le département de Seine-et-Marne en région Île-de-France, et regroupant une salle de spectacle dédiée aux spectacles vivants, un centre d'art et un cinéma. Son statut est celui d'établissement public de coopération culturelle (EPCC). Le site abrite également une médiathèque. 
Une partie des bâtiments est inscrit au titre des monuments historiques depuis 1986.
Le projet artistique est labellisé Scène nationale depuis 1991 et Centre d'art contemporain d'intérêt national depuis 2020,.

## Historique

### Moyen-âge et époque moderne
Le site est occupé par une ferme depuis le Moyen-âge. 
Au début du XVIIIe siècle, le site est décrit par le curé Jacques Boullay et l'abbé Lebeuf, qui mentionne une grange d'une « longueur prodigieuse » et une chapelle dédiée à saint Antoine. À l'exception de la grange Est, très remaniée, tous les bâtiments du XVIIIe siècle ont aujourd'hui disparu.   

### La ferme du Buisson et la famille Menier (1880-1960)
Les bâtiments actuels datent des années 1880-1888. Ils ont été édifiés à la suite de l'intégration de la ferme du Buisson dans le complexe agro-industriel de l'entreprise chocolatière Menier. 
En 1825, Antoine Brutus Menier implante son entreprise chocolatière à Noisiel qui se transforme dès la moitié du XIXe siècle en complexe industriel. Au milieu du siècle, son fils Emile Justin Menier acquiert progressivement des terres à Noisiel et dans les environs, constituant un patrimoine foncier de 1500 hectares dédiés en grande partie à l'agriculture. La culture du blé, de l'avoine, de la betterave, du peuplier ainsi que l'élevage du bétail (dont 2500 ovins pour la production laitière) permettent de fournir l'usine en matière première et de subvenir aux besoins domestiques des ouvriers.
Plusieurs fermes sont achetées, parmi lesquelles la ferme du Buisson en 1879, destinée à centraliser la direction de l'ensemble des activités agricoles des cinq exploitations. Une ligne de voie ferrée privée, mise en service en 1881, relie l'usine, la ferme et débouche sur la ligne Paris - Mulhouse au niveau de la gare d'Émerainville. Son tracé correspond à l'actuelle Promenade de la Chocolaterie.

#### La reconstruction de la ferme (1880-1888)
Sitôt achetée, la ferme du Buisson est en grande partie reconstruite : Émile Justin Menier fait détruire la plupart des anciens bâtiments pour les remplacer par de nouveaux édifices plus vastes et fonctionnels. Le chantier est confié à l'architecte Jules Louis Logre,.  
Le premier bâtiment construit est la grange-étable centrale. Elle mesure 85 mètres de long et couvre une surface de 2400 m2 . La structure en charpente métallique est composée de 26 fermes d'une portée de 27 m. L'étage est destiné au stockage des céréales et du fourrage, tandis que le rez-de-chaussée accueille 24 stalles pour les chevaux, une vacherie de 48 places et 4 enclos destinées à 100 moutons.  
Initialement, cette grange-étable devait être encadrée de deux granges à l'est et à l'ouest. Finalement, seule la grange ouest, de 137 mètres de long et de 18 mètres de large est édifiée. Le bâtiment Est, datant de la fin du XVIIIe siècle, est conservé.  
Entre 1884 et 1888 sont construits les bâtiments annexes, dont les deux pavillons d'entrée, au nord, édifiés par l'entreprise Baudet-Donon. Ces pavillons sont destinés aux logements du régisseur et du gardien.  
L'ensemble des constructions présente une unité esthétique. Le décor en briques bicolores fait écho à celui de l'usine Menier, en bord de Marne.  

#### Une ferme industrielle modèle (1880-1914)
Par sa construction, ses équipements et son fonctionnement, la ferme s'affirme comme une vitrine de l'innovation scientifique et agricole. Elle est dotée d'un laboratoire où sont expérimentés des engrais chimiques. Les espèces sont sélectionnées pour garantir un très haut rendement, tandis que des machines innovantes sont employés pour le labourage des champs et le battage des céréales. Sur le site, un système de rail permet de faciliter l'acheminement des récoltes et l'évacuation du fumier. L'électrification de la ferme est précoce (dès 1889).  
En 1889, la ferme du Buisson accueille le concours des machines agricoles de l'exposition universelle à Paris, ce qui permet à la famille Menier de réaffirmer le caractère innovant de leur exploitation. Dans ce cadre, le président Sadi Carnot visite les installations et décerne à Claire Menier la croix de l'ordre du Mérite agricole au cours d'un grand banquet.
En 1903, la grange-étable accueille un nouveau banquet de 2500 couverts à l'occasion du mariage de Georges Menier et de Simonne Legrand. 

#### XXe siècle
En 1936, l'entreprise Menier modifie le fonctionnement des exploitations agricoles qu'elle possède : la gestion centralisée est abandonnée et remplacée par des contrats de fermage. 
Après la Seconde Guerre mondiale, la concurrence étrangère est de plus en plus forte dans le secteur du chocolat et l'entreprise Menier décline, jusqu'à la faillite dans les années 1960. La ferme du Buisson est rachetée par les établissements publics d'aménagement de Marne-la-Vallée (Épamarne). Laissée à l'abandon, elle devient une friche dont on envisage la destruction. 

### La réhabilitation en centre d'art et de culture (1979-milieu des années 1990)
À la fin des années 1970, dans le cadre de la politique des villes nouvelles et celle de restructuration du territoire, Épamarne élabore un projet de réhabilitation de la Ferme du Buisson en centre d'art et de culture. 
Nommé directeur du futur centre en 1979, Fabien Jannelle dessine un projet artistique d'abord nomade sur différents sites du territoire puis dans les murs avec l'association Lieux publics.  
Le volet architectural est confié en 1984 à Bernard Huet. Le 12 juin 1986, certains édifices de la Ferme du Buisson sont inscrits au titre des monuments historiques. 
Dans le cadre de la réhabilitation, le 1% artistique est dédié à la création par Sol Lewitt d'une œuvre murale, intitulé Wall Drawing N°649. Il s'agit de la première œuvre pérenne de l'artiste américain en France. 
La première structure à ouvrir au sein du Centre d'Art et de Culture est le Grand Théâtre, inauguré le 15 février 1990. En 1991, la Ferme du Buisson obtient le label scène nationale. Le centre d'art et le cinéma ouvrent au même moment. 

### Depuis 1996
Claudine Gironès prend la tête du lieu en 1996 avec le projet de faire de la Ferme du Buisson un espace de travail pour les artistes et leurs compagnies autant que de représentations artistiques, au niveau local comme national. José Manuel Gonçalvez poursuit ce projet dès son arrivée en 1998 et développe la programmation autour de temps forts (Festival temps d'images avec Arte, nuits curieuses, etc). Au cours de son mandat, sont aménagés de nouveaux espaces : la Halle, l'Abreuvoir et le Caravansérail. 
À partir de 2011, Vincent Eches continue de mener le projet artistique initié depuis la labellisation de la scène nationale, en explorant de nouvelles disciplines comme la bande dessinée (avec le festival PULP), en développant la programmation de rencontres, débats et conférences et en ouvrant davantage les projets étroitement liés au territoire.
C'est au cours des années 2010 que la Ferme change de statut, passant d'association à Établissement public de coopération culturelle. En 2020, La Ferme du Buisson est labellisée par le ministère de la culture, Centre d'art contemporain d'intérêt national.

## Espaces et activités culturelles
La Ferme du Buisson dispose de nombreux espaces : six salles de spectacles dont le théâtre et le caravansérail (chapiteau fixe avec une charpente en bois et toile, conçu par l’architecte Patrick Bouchain en 2003-2004), un centre d'art, deux salles de cinéma, un studio.
La Ferme du Buisson accueille également un restaurant, la médiathèque Daniel-Vachez, des ruches ainsi que des jardins partagés.

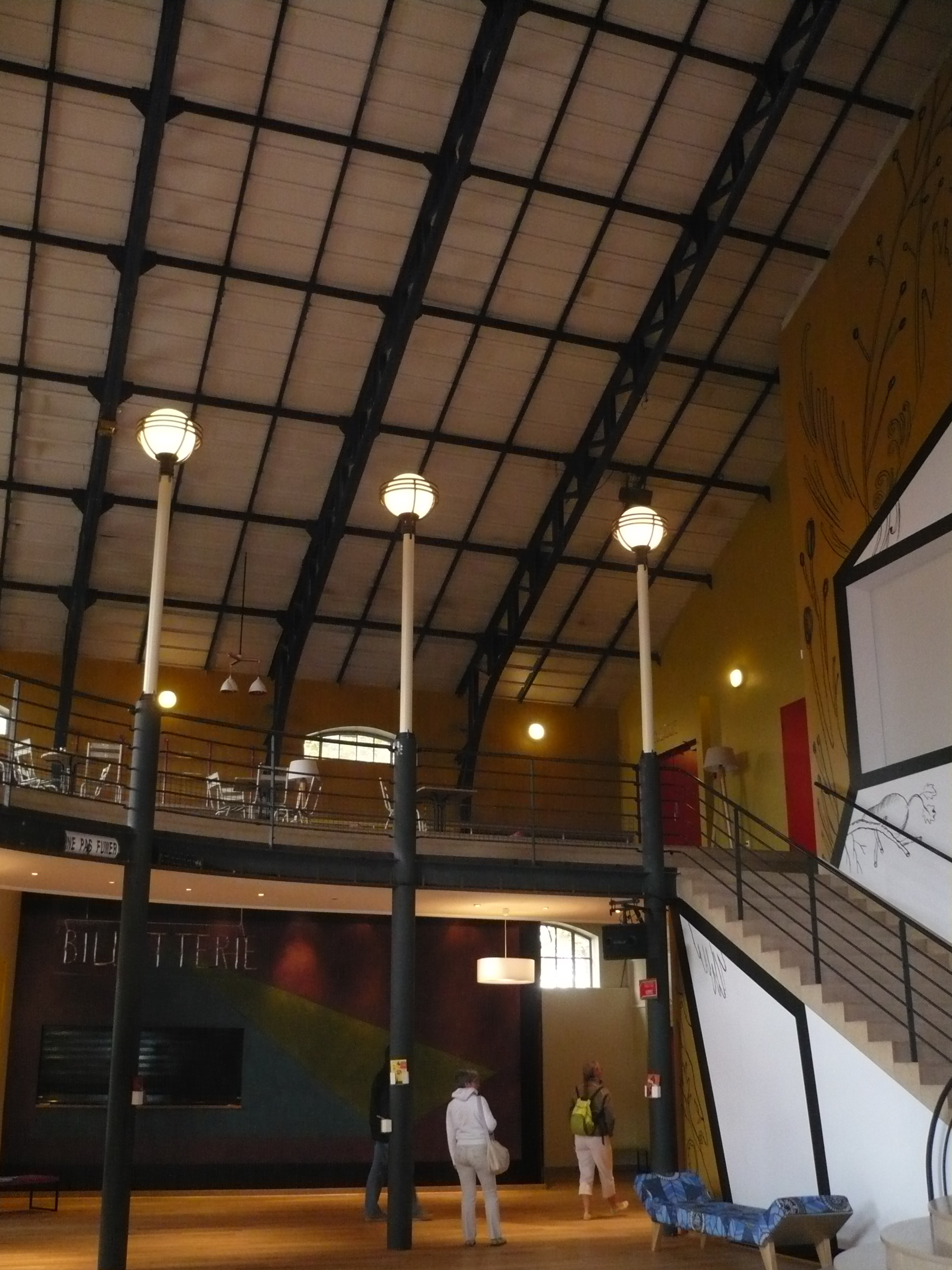
L’intérieur de la Ferme
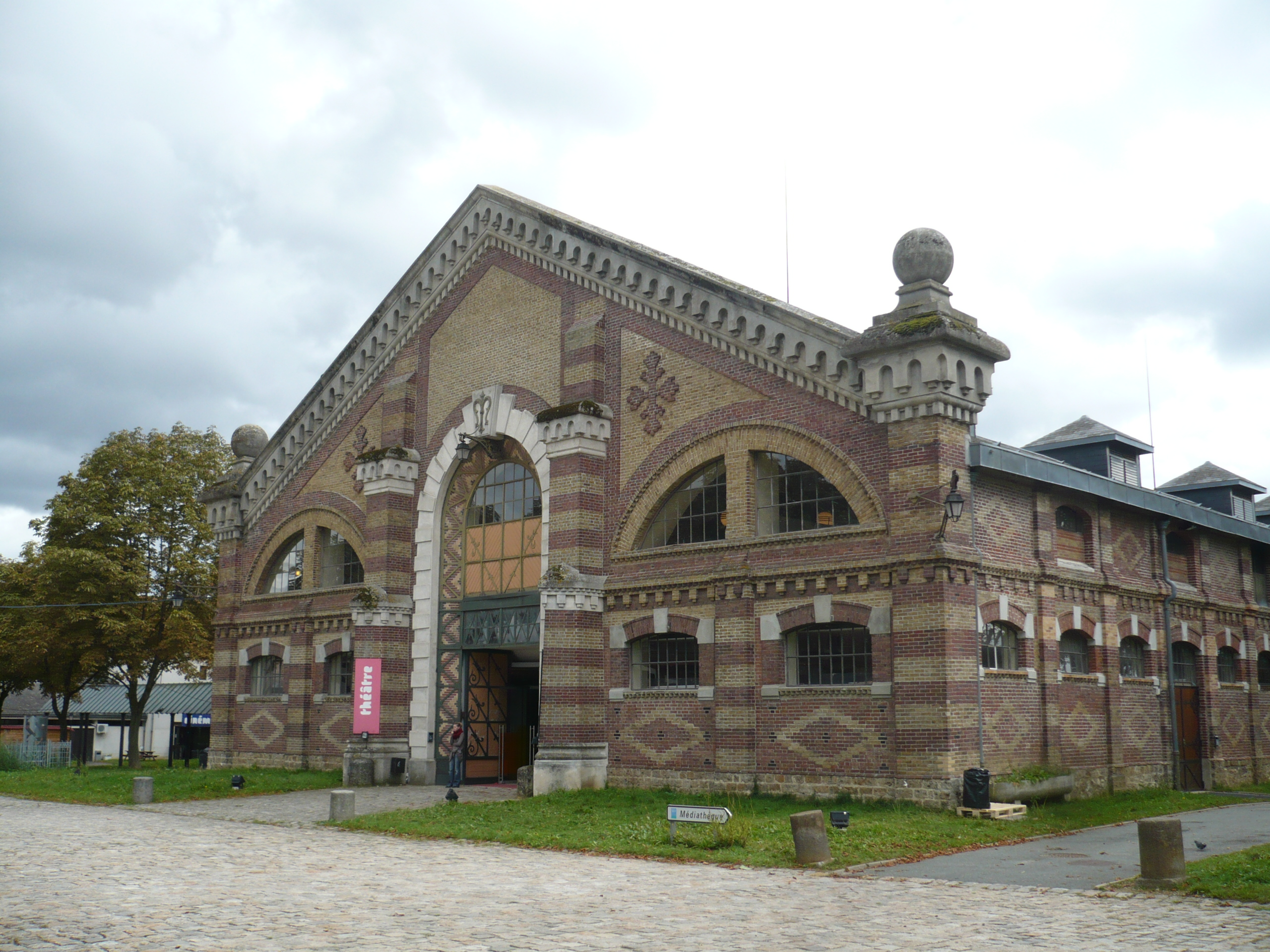
Vue d'ensemble
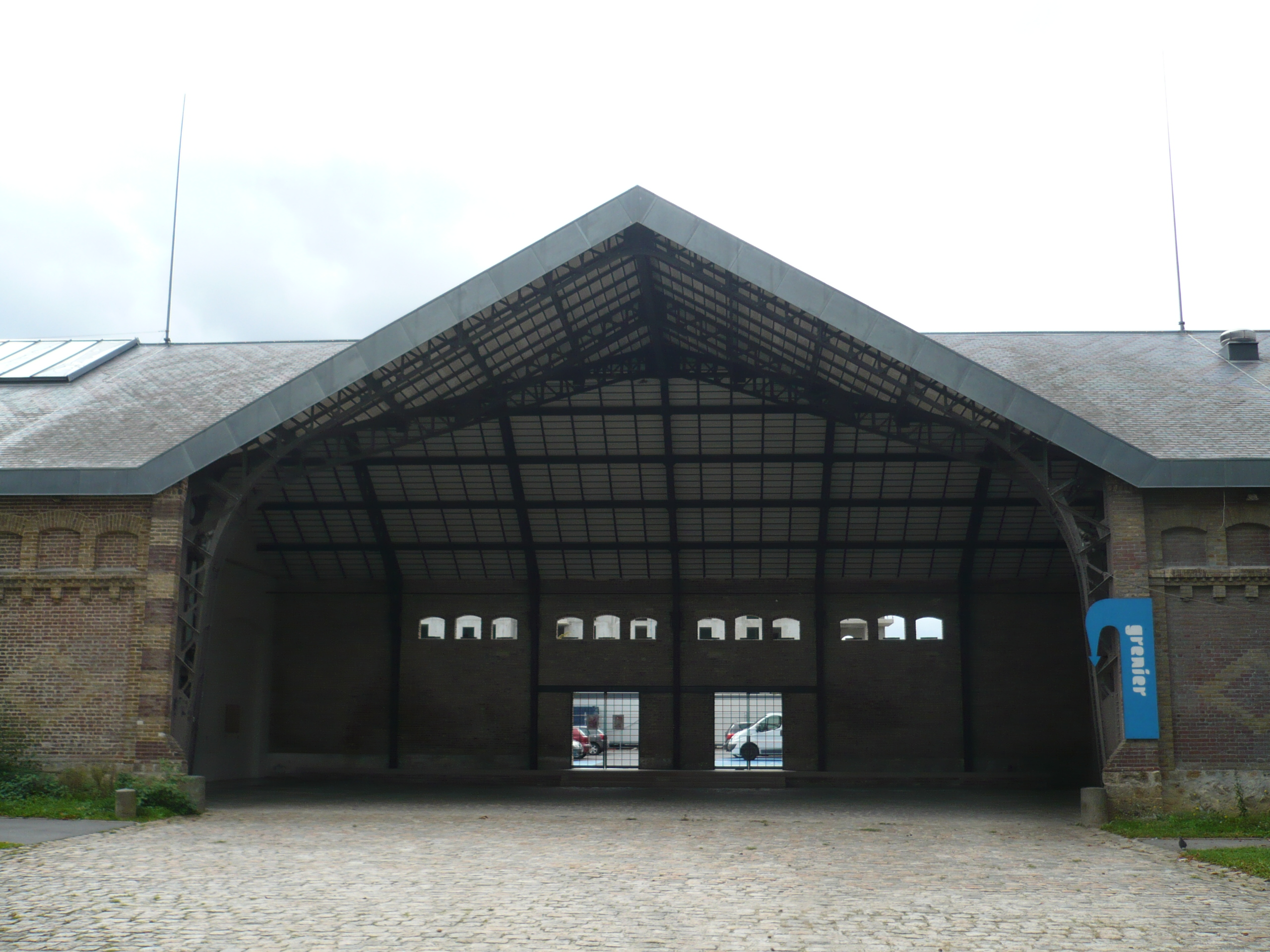
Le grenier
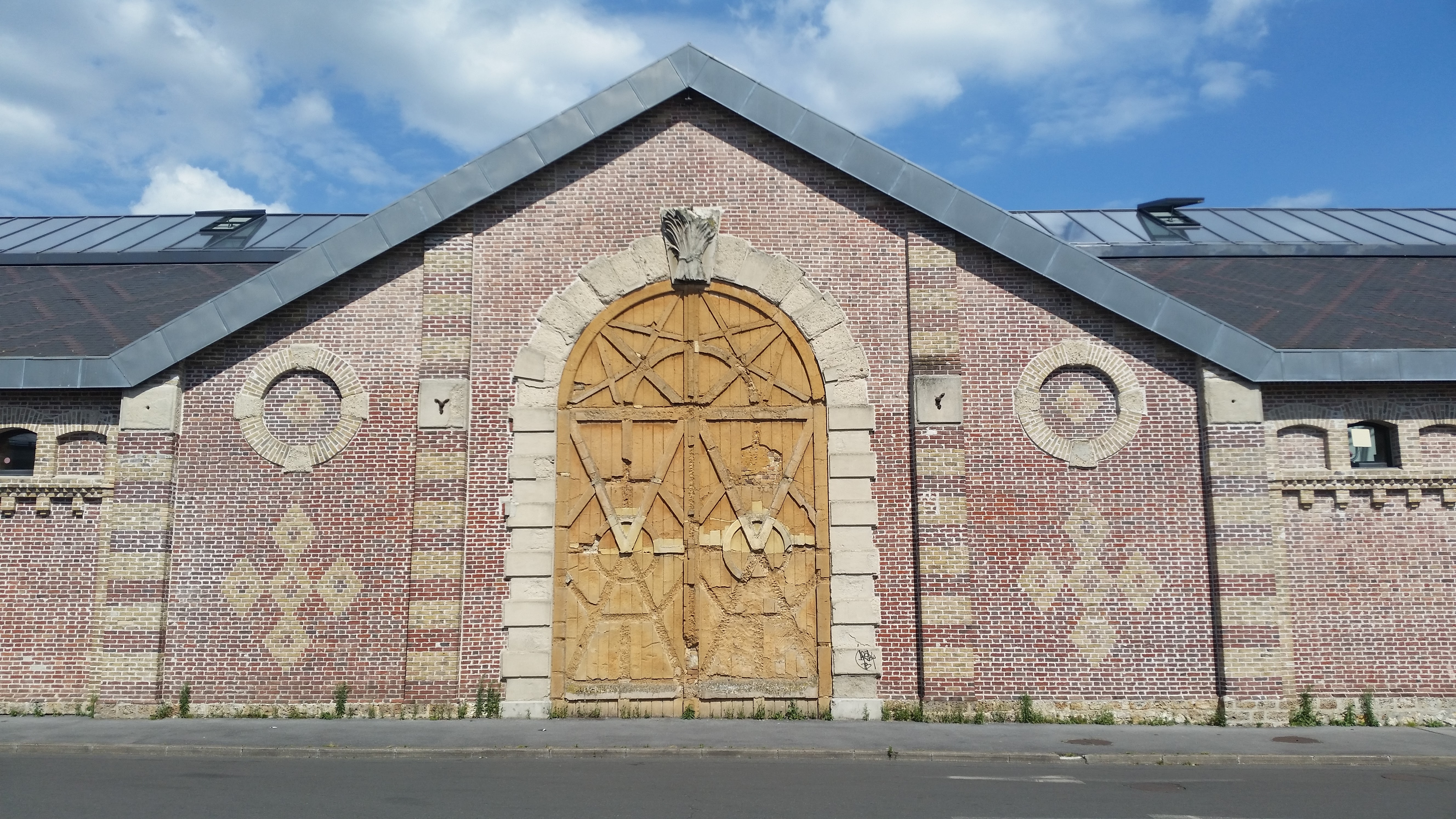
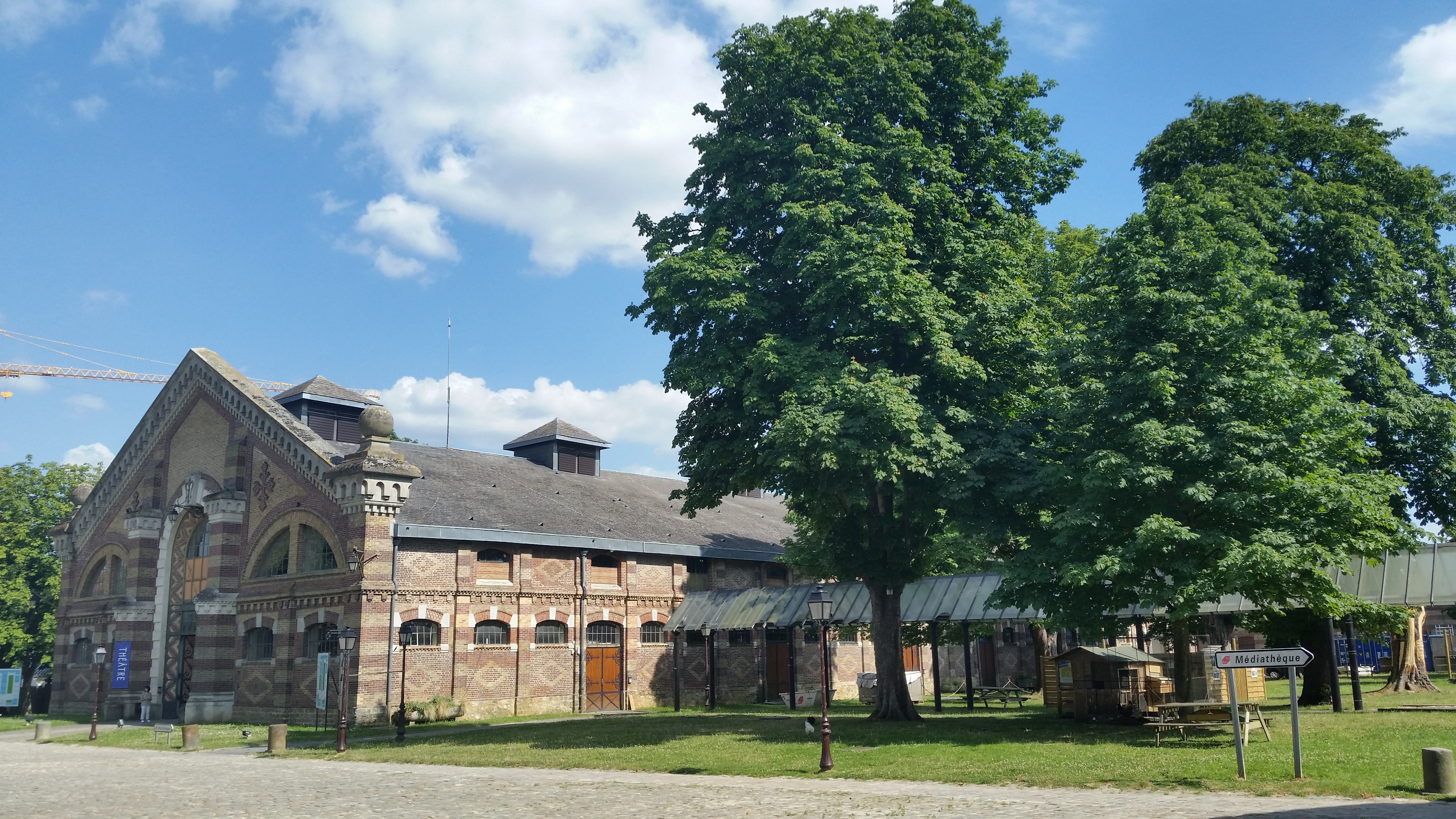

### Scène nationale
Située dans une ancienne ferme du XIXe siècle, labellisée scène nationale depuis 1990, la Ferme du Buisson propose une programmation pluridisciplinaire autour de spectacles, de concerts, de festivals, d'expositions, de conférences et de films. Lieu de vie pour les artistes et les publics, elle mène également un travail de territoire, de production et de diffusion artistiques.
La Ferme du Buisson accueille chaque année de nombreux artistes en résidence au sein de l’un de ses espaces et les accompagne dans leur processus de création. Elle participe activement à l’animation du territoire en s’associant aux communes voisines et aux structures culturelles locales afin de proposer des événements hors les murs.
Parmi les artistes accueillis : Frédéric Sonntag, Mikaël Serre, Jean-François Auguste, Les Possédés, le collectif MxM, LaGalerie, Vivipares, le Laabo, Joël Pommerat, Dieudonné Niangouna, Isabella Rossellini, Germaine Acogny, Les Chiens de Navarre, Camille, Amadou et Mariam, Herman Diephuis, Loo Hui Phang, Marc Lainé, Franck Lepage, Julie Deliquet, Pauline Bayle, Blanche Gardin, Jeanne Added, Thomas Lebrun, Raphaëlle Boitel, Rébecca Chaillon, Gérard Courant, Yann Frish, Luna Silva,

### Centre d'art
Depuis 1991, le centre d'art contemporain exerce une activité de production, de diffusion et d'édition, faisant partie intégrante du projet pluridisciplinaire de la Ferme du Buisson. Sa programmation confronte l'art contemporain à d'autres disciplines artistiques, mais également au champ politique et social. Le centre d'art contemporain propose également des visites d'expositions, des ateliers à destination des enfants et des temps forts tels que le festival Performance Day depuis 2016.
Parmi les artistes accueillis et exposés : Isabelle Cornaro, Stéphanie Nava, Seulgi Lee, Caroline Molusson, Gianni Motti, Wolf Von Kries, Denis Savary, Diogo Pimentão, Thorsten Streichardt, Mathieu Kleyebe Abonnenc, Loreto Martinez Troncoso, Phill Niblock, Julien Bismuth et Virginie Yassef, Gail Pickering, Yvonne Rainer, Emily Mast, Chantal Akerman, Alex Cecchetti, Céline Ahond, Marie Preston

### Cinéma
Le cinéma propose environ 250 films et 3 000 séances par an. Cinéma classé art et essai par le CNC et labellisé « Recherche et découverte », « Jeune public » et « Patrimoine et répertoire », il ponctue également sa programmation de rencontres et de nuits thématiques.
Le cinéma est adhérent à l'Association des cinémas de recherche d'Île-de-France (ACRIF) et au Groupement national des cinémas de recherche (GNCR). Le chantier de rénovation du cinéma a reçu des fonds européens de la part du programme Interreg IVB.
Depuis novembre 2019, le cinéma propose dans un cinéma refait à neuf de nouveaux espaces d’accueil plus spacieux. En plus des deux salles de projection, il ouvre un « Salon des bonus » pour visionner des programmes courts ainsi qu’une salle destinée aux divers ateliers menés dans l’année.

### Médiathèque
La grange ouest accueille une médiathèque, appartenant au réseau des Médiathèques Paris-Vallée de la Marne. Elle porte le nom de Daniel Vachez, ancien maire de Noisiel. 

## Statuts, fonctionnement et budget
Depuis 2012, la Ferme du Buisson est un Établissement public de coopération culturelle (EPCC) subventionné par le Ministère de la culture et de la communication, le Conseil régional d'Île-de-France, la Communauté d'agglomération Paris - Vallée de la Marne et le département de Seine-et-Marne. Son budget est d'environ 4,5 millions d’euros par an.
Ses directeurs successifs ont été : Fabien Jannelle (1979-1996), Claudine Gironès (1996-1998), José-Manuel Gonçalvès (1998-2010), Vicent Eches (2011-2022). L'actuelle directrice est Marion Fouilland-Bousquet. 

## Manifestations culturelles
- Festival Temps d’images
- Nuits curieuses (2008-2015) : programmation thématique (concert, performance, théâtre, cinéma, etc.) et ateliers de bien-être (bains chauds extérieurs, massages, bar à oxygène, etc.)
- Les Enfants du désordre (depuis 2014) : temps fort théâtral consacré à des metteurs en scène entre l'émergence et la référence sur des questions sociétales
- PULP Festival : festival créé en 2014 par Vincent Eches est consacré au 9e art, à la « bande dessinée au croisement des arts »[28].
- Week-end cirque : temps fort familial consacré au cirque contemporain.
- Week-end danse
- Tout’Ouie : festival qui propose le meilleur de la création musicale jeune public
- Performance Day : festival de performances
- Les Questions qui fâchent : conférences gesticulées, débats autour de questions de société et d'actualité.
- Le Cernunnos Pagan Festival (depuis 2017) : musique pagan, black et folk metal, avec fête médiévale.